# Wheatfield — A Confrontation
Wheatfield — A Confrontation est une œuvre d'art de 1982 de l'artiste conceptuelle Agnes Denes,,. L'œuvre est un champ de blé de près de 1 hectare (2,2 acres) a été cultivé sur une décharge à côté du World Trade Center.

## Installation
Wheatfield — A Confrontation est une commande du Public Art Fund. L'œuvre a été plantée le 1er mai 1982. Denes avec deux assistants et des bénévoles ont entretenu le terrain pendant quatre mois. Ensemble, ils  ont pris des mesures pour protéger la récolte, comme la pulvérisation pour prévenir le mildiou après que le blé ait développé un champignon. Ils ont récolté le blé (près de 550 kg de grains) le 16 août 1982.
L'œuvre a été considérée comme la plus connue de Denes

## Message
Wheatfield — A Confrontation est une confrontation contre le réchauffement climatique et les inégalités économiques, en critiquant les priorités mal placées de la société moderne. Le champ de blé a été choisi pour représenter la nourriture, l’énergie, le commerce, le commerce international et l’économie.